# Joe Muranyi

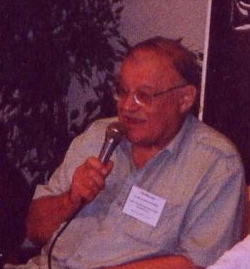
Joe Muranyi (2004)

Joe Muranyi (* 14. Januar 1928 in Martins Ferry, Ohio; † 20. April 2012) war ein US-amerikanischer Jazzmusiker (Klarinette, Saxophon und Gesang) ungarischer Abstammung.

## Werdegang
Muranyi studierte Musik an der „Manhattan School of Music“ und an der „Columbia University“ u. a. bei Bill Russo und Simeon Bellison, dem ersten Klarinettisten der
New York Philharmonic. Muranyi spielte in verschiedenen Dixielandbands, so auch mit Danny Barker und von 1952 bis 1954 in der Red Onion Jazz Band. Gleichzeitig arbeitete er als Plattenproduzent und war Autor von Cover-Texten der Labels Atlantic Records, Bethlehem und RCA Records. Muranyi spielte mit Max Kaminsky, Yank Lawson und Jimmy McPartland, bevor er 1967 in die All Star Band von Louis Armstrong eintrat, mit dem ihn bald eine gute Freundschaft verband. Nach dessen Tod 1971 musizierte er mit Roy Eldridge und wurde 1975 Mitglied der World’s Greatest Jazz Band. 1983 gründete Muranyi das Classic Jazz Quartet mit Dick Sudhalter, Dick Wellstood und Marty Grosz; er spielte später im Louisiana Repertory Jazz Ensemble und trat als Gastsolist auf. Muranyi tourte durch die ganze Welt und wirkte bei zahllosen Plattenaufnahmen mit, während er weiterhin als Plattenproduzent tätig war.